# Sans-Vallois
Sans-Vallois ist eine französische Gemeinde mit 129 Einwohnern (Stand: 1. Januar 2022) im Département Vosges der Region Grand Est. Sie gehört zum Arrondissement Neufchâteau und zum Kanton Darney. Die Bewohner werden Sans Valloisiens und Sans Valloisiennes genannt.

## Geografie

### Lage
Sans-Vallois liegt in Lothringen, etwa 13 Kilometer südöstlich von Vittel und etwa 28 Kilometer westlich von Épinal. Über zwei Drittel der Fläche der Gemeinde werden landwirtschaftlich genutzt, der Anteil an Wald beträgt knapp 20 %.
Umgeben wird Sans-Vallois von den fünf Nachbargemeinden:

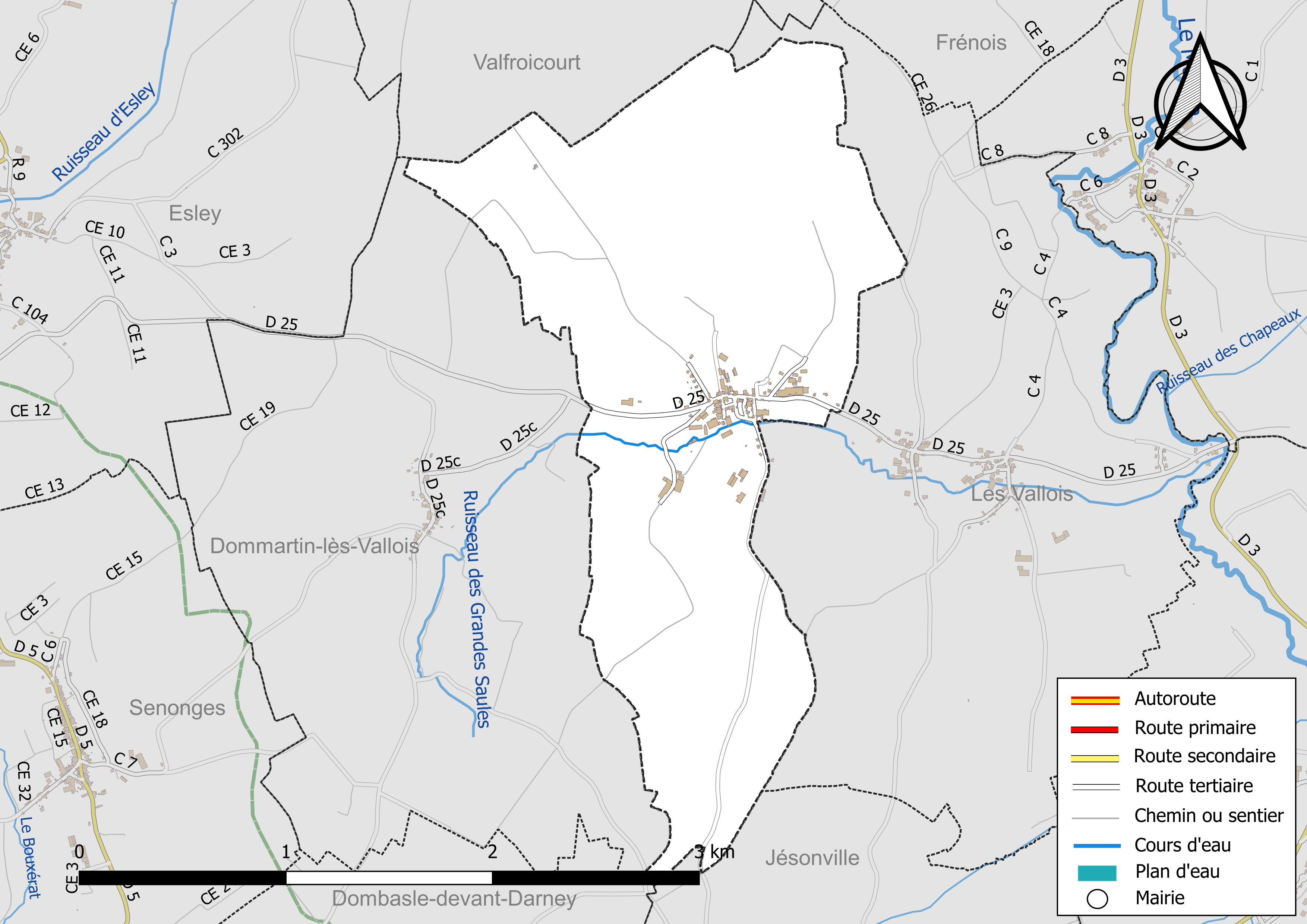
Gewässer und Straßen der Gemeinde

|                        | Valfroicourt                                |             |
| Dommartin-lès-Vallois  | Kompassrose, die auf Nachbargemeinden zeigt | Les Vallois |
| Dombasle-devant-Darney | Jésonville                                  |             |

### Hydrografie
Die Gemeinde liegt im Einzugsgebiet des Rheins und wird vom Ruisseau des Grandes Saules, einem Nebenfluss des Madons, durchquert.

## Bevölkerungsentwicklung
| Sans-Vallois: Einwohnerzahlen von 1793 bis 2016                                                                            | Sans-Vallois: Einwohnerzahlen von 1793 bis 2016 | Sans-Vallois: Einwohnerzahlen von 1793 bis 2016 | Sans-Vallois: Einwohnerzahlen von 1793 bis 2016 | Sans-Vallois: Einwohnerzahlen von 1793 bis 2016 |
| --- | ----------------------------------------------- | ----------------------------------------------- | ----------------------------------------------- | ----------------------------------------------- |
| Jahr |                                                 |                                                 |                                                 | Einwohner                                       |
| 1793 | 1793                                            |                                                 | 163                                             | 163                                             |
| 1800 | 1800                                            |                                                 | 177                                             | 177                                             |
| 1806 | 1806                                            |                                                 | 169                                             | 169                                             |
| 1821 | 1821                                            |                                                 | 167                                             | 167                                             |
| 1831 | 1831                                            |                                                 | 188                                             | 188                                             |
| 1836 | 1836                                            |                                                 | 216                                             | 216                                             |
| 1841 | 1841                                            |                                                 | 210                                             | 210                                             |
| 1846 | 1846                                            |                                                 | 215                                             | 215                                             |
| 1856 | 1856                                            |                                                 | 189                                             | 189                                             |
| 1861 | 1861                                            |                                                 | 176                                             | 176                                             |
| 1866 | 1866                                            |                                                 | 197                                             | 197                                             |
| 1876 | 1876                                            |                                                 | 205                                             | 205                                             |
| 1881 | 1881                                            |                                                 | 193                                             | 193                                             |
| 1886 | 1886                                            |                                                 | 179                                             | 179                                             |
| 1891 | 1891                                            |                                                 | 174                                             | 174                                             |
| 1896 | 1896                                            |                                                 | 176                                             | 176                                             |
| 1901 | 1901                                            |                                                 | 144                                             | 144                                             |
| 1906 | 1906                                            |                                                 | 140                                             | 140                                             |
| 1911 | 1911                                            |                                                 | 121                                             | 121                                             |
| 1921 | 1921                                            |                                                 | 113                                             | 113                                             |
| 1926 | 1926                                            |                                                 | 123                                             | 123                                             |
| 1931 | 1931                                            |                                                 | 104                                             | 104                                             |
| 1936 | 1936                                            |                                                 | 84                                              | 84                                              |
| 1946 | 1946                                            |                                                 | 75                                              | 75                                              |
| 1954 | 1954                                            |                                                 | 75                                              | 75                                              |
| 1962 | 1962                                            |                                                 | 61                                              | 61                                              |
| 1968 | 1968                                            |                                                 | 71                                              | 71                                              |
| 1975 | 1975                                            |                                                 | 69                                              | 69                                              |
| 1982 | 1982                                            |                                                 | 82                                              | 82                                              |
| 1990 | 1990                                            |                                                 | 98                                              | 98                                              |
| 1999 | 1999                                            |                                                 | 105                                             | 105                                             |
| 2006 | 2006                                            |                                                 | 117                                             | 117                                             |
| 2011 | 2011                                            |                                                 | 120                                             | 120                                             |
| 2016 | 2016                                            |                                                 | 136                                             | 136                                             |
| Quelle(n): EHESS/Cassini bis 1999, INSEE ab 2006 Anmerkung(en): Ab 1962 offizielle Zahlen ohne Einwohner mit Zweitwohnsitz |                                                 |                                                 |                                                 |                                                 |